# Renée-Caroline-Victoire de Froulay
Renée Caroline de Froulay Créquy, marquesa de Créquy (Château de Montflaux, 19 de octubre de 1714-París, 2 de febrero de 1803) fue una escritora francesa.
Se le atribuye la obra Souvenirs de la Marquise de Créquy.

### Citas
1. ↑  «Renée Caroline de Froulay Créquy (1714-1803)» (en francés). Biblioteca Nacional de Francia. Consultado el 2 de agosto de 2018.